# Ruby (film, 1992)
Ruby är en amerikansk långfilm från 1992 om Jack Ruby, nattklubbsägaren i Dallas, som sköt och dödade Lee Harvey Oswald i källargaraget på en polisstation i Dallas 1963. Filmen regisserades av John Mackenzie och i huvudrollerna ses Danny Aiello (som Ruby), Sherilyn Fenn (som Sheryl Ann DuJean a.k.a. Candy Cane) och Arliss Howard. Filmen är baserad på en pjäs skriven av den brittiske manusförfattaren Stephen Davis. Ruby utkom tre månader efter Oliver Stones film JFK.